# Pfarrkirche Neumarkt am Wallersee

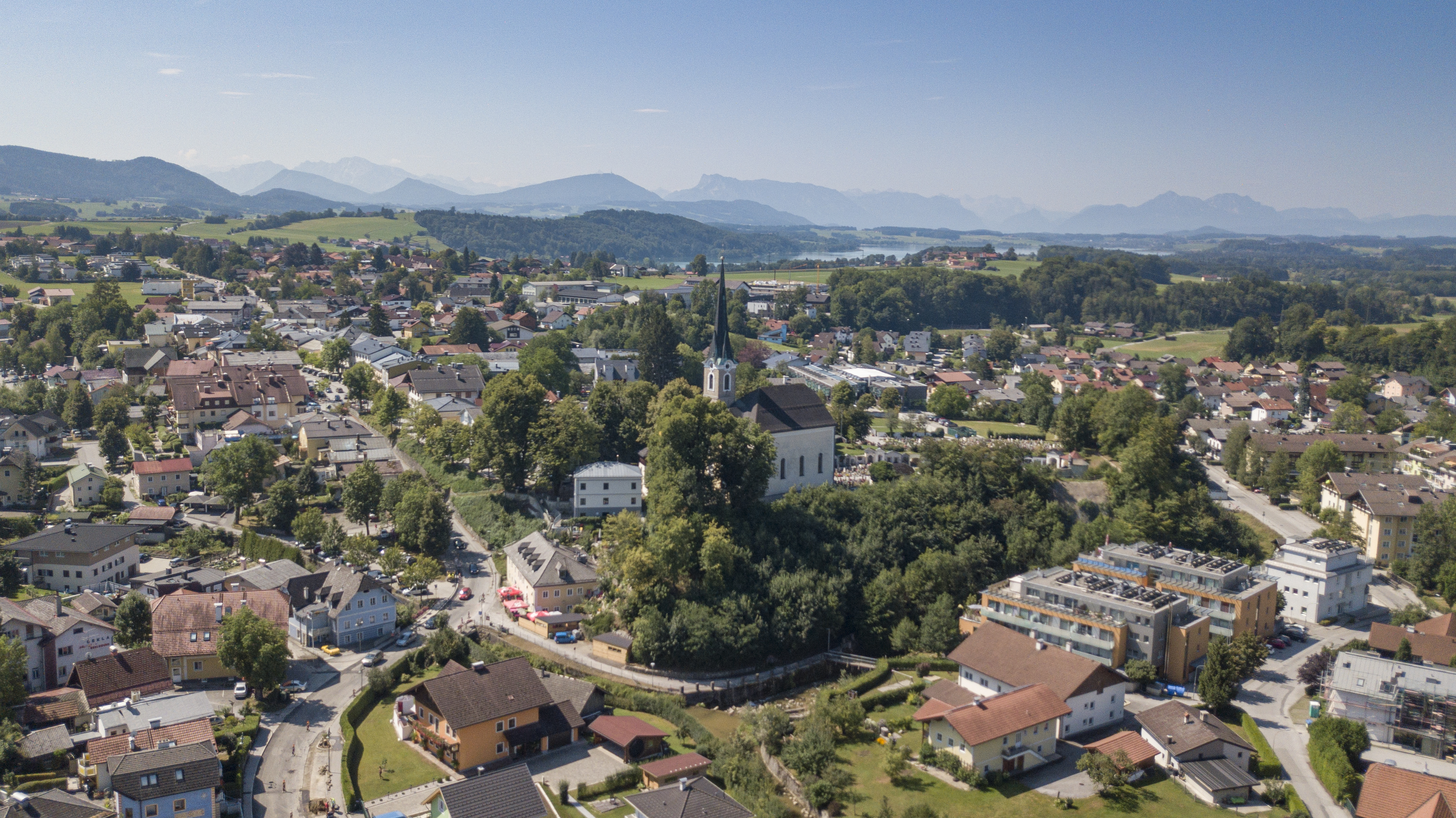
Katholische Pfarrkirche hl. Nikolaus in Neumarkt am Wallersee

Langhaus, Blick zum Chor

Die Nikolauskirche in Neumarkt ist seit 1859 Pfarrkirche von Neumarkt am Wallersee. Sie steht etwas westlich beim Nordende der Hauptstraße in der Stadtgemeinde Neumarkt am Wallersee im Bezirk Salzburg-Umgebung im Land Salzburg. Die auf das Patrozinium des heiligen Nikolaus von Myra (6. Dezember) geweihte römisch-katholische Kirche gehört zum Dekanat Köstendorf in der Erzdiözese Salzburg. Die Kirche steht unter Denkmalschutz (Listeneintrag).

## Geschichte
Urkundlich wurde 1389 eine Kirche genannt. Die Kirche steht am Zusammenfluss von Steinbach und Statzenbach zum Wallerbach innerhalb einer bemerkenswerten Erdwallanlage aus 1638/1639. Im Ostwall ist ein frühbarocker Torturm eingebaut. Von 1725 bis 1728 wurde ein weitgehender Neubau errichtet. 1784 wurde westlich der Kirche in der Wallanlage ein Friedhof angelegt. 1859 wurde die Filiale der Pfarrkirche Köstendorf zur Pfarrkirche erhoben. Nach einem Brand 1887 erfolgte auf den Grundmauern des Barockbaues die Errichtung eines Neubaues. Die Kirche wurde 1888 neu geweiht. 1946 und 1971 waren Restaurierungen.

## Architektur

Hochaltar

Die historistische Hallenkirche hat einen barocken Südturm. Die Sichtachse zur Hauptstraße wurde 1912 durch die Errichtung einer zweigeschoßigen Volksschule verstellt.
An das kubisch proportionierte Langhaus aus 1887/1888 unter einem Schopfwalmdach schließt ein eingezogener Chor mit einem geraden Schluss an. Die Portalvorbauten wurden 1971 ergänzt. Südseitig am Chor steht der steinsichtige Barockturm mit rundbogigen Schallfenstern, Uhrgiebeln, und einem Pyramidenhelm. Nordseitig am Chor steht eine Sakristei- und Oratoriumsanbau bis zur Flucht des Langhauses. Ein eingemauerter Stein nennt S. A. 1651.
Das Langhausinnere mit einem annähernd quadratischen Grundriss wirkt durch eine muldenförmige Wölbung auf Riesenpilastern zentralisiert. Im westlichen Emporenjoch wurde die ehemalige Dreischiffigkeit der Kirche durch Pfeilerstützen und Wölbung beibehalten. Der Chor hat eine Stichkappentonne über Doppelpilastern. Die Flachdecke im Oratorium hat einen barocken Stuckrahmen.

## Ausstattung
Die Altäre von Josef Kepplinger aus 1888 im Stil der Neorenaissance haben Säulenadikulen mit Auszügen. Der dreiachsige Hochaltar mit einem Tabernakelaufbau zeigt das Hochaltarblatt Nikolaus und im Auszugsbild Marienkrönung und trägt die Seitenfiguren Laurentius und Katharina. Der linke Seitenaltar zeigt das Altarblatt Maria Rosenkranzkönigin und trägt die Seitenfiguren Florian und Sebastian. Der rechte Seitenaltar trägt mittig ein Kruzifix und seitlich die Figuren Maria und Johannes Evangelist. Es gibt die Schnitzfigur Schmerzensmann aus dem frühen 18. Jahrhundert wohl in der Nachfolge von Meinrad Guggenbichler und die Schnitzfigur Leonhard um 1960.
Die Orgel aus 1949 stammt von Dreher und Reinisch, dabei wurde das historische Gehäuse von Albert Mauracher aus 1888 teilweise wiederverwendet.